# 999
| 999                |
| ------------------ |
| Dødsfald - Fødsler |
|                    |

| Gregoriansk kalender | 999 CMXCIX              |
| Ab urbe condita      | 1752                    |
| Armensk kalender     | 448 ԹՎ ՆԽԸ              |
| Kinesiske kalender   | 3695 – 3696 戊戌 – 己亥 |
| Etiopisk kalender    | 991 – 992               |
| Jødisk kalender      | 4759 – 4760             |
| Hindukalendere       |                         |
| - Vikram Samvat      | 1054 – 1055             |
| - Shaka Samvat       | 921 – 922               |
| - Kali Yuga          | 4100 – 4101             |
| Iransk kalender      | 377 – 378               |
| Islamisk kalender    | 389 – 390               |

Konge i Danmark: Svend Tveskæg 986/87-1014
Se også 999 (tal) og 999 (band)

## Begivenheder
- Pave Gregor 5. (996-999) afløses af Pave Silvester 2. (999-1003)
- De irske konger Mael Sechnaill og Brian Bórama, knuser et oprør i Slaget ved Glen Máma.

## Født
- Berengar af Tours - fransk teolog (død 1088)

## Dødsfald
- Tore Hjort - norsk høvding (født ukendt)